# Dani García (ur. 1974)
Dani García, Daniel García Lara (ur. 22 grudnia 1974 w Cerdanyoli) – hiszpański piłkarz grający na pozycji napastnika. W swojej karierze 5 razy wystąpił w reprezentacji Hiszpanii i strzelił 1 gola.

## Kariera klubowa
Karierę piłkarską Dani rozpoczął w Realu Madryt. W 1992 roku został zawodnikiem rezerw Realu i grał w nich w Segunda División. W 1994 roku awansował do kadry pierwszego zespołu Realu. 4 lutego 1994 zadebiutował w Primera División w wygranym 2:0 domowym meczu z Deportivo La Coruña. Przez pierwsze dwa sezony rozegrał w Realu 2 spotkania i w 1995 roku został wypożyczony do Realu Saragossa, w którym swój debiut zanotował 2 września 1995 w wygranym 1:0 domowym meczu z Realem Oviedo. W Saragossie był podstawowym zawodnikiem i strzelił 8 goli przez 2 sezony. Swojego pierwszego w Primera División strzelił 25 listopada 1995 w meczu z Espanyolem (1:1). W 1997 roku wrócił do Realu Madryt, gdzie przez sezon był rezerwowym. Z madryckim Realem wywalczył mistrzostwo Hiszpanii w 1995 roku, Puchar Mistrzów w 1998 roku i Superpuchar Hiszpanii w latach 1993 i 1997.
Latem 1998 roku Dani przeszedł z Realu Madryt do RCD Mallorca. W nowej drużynie zadebiutował 29 sierpnia 1998 w zremisowanym 0:0 wyjazdowym meczu z Salamanką. Z Mallorką zdobył Superpuchar kraju. Grał w niej przez rok i był najlepszym strzelcem w sezonie 1998/1999.
W 1999 roku Dani został piłkarzem Barcelony. W niej po raz pierwszy wystąpił 21 sierpnia 1999 w wygranym 2:0 domowym spotkaniu z Realem Saragossa i w debiucie zdobył gola. W swoich pierwszych 5 rozegranych meczach sezonu 1999/2000 strzelił 7 goli, w tym hat-tricka z Betisem (4:1). W całym sezonie strzelił 11 goli grając w ataku z Rivaldo i Patrickiem Kluivertem. W kolejnych sezonach z powodu licznych kontuzji grał w Barcelonie w małej liczbie meczów.
W 2004 roku Dani wrócił do Realu Saragossa, a latem tamtego roku został zawodnikiem Espanyolu Barcelona. Zadebiutował w nim 28 sierpnia 2004 w meczu z Deportivo La Coruña. Latem 2005 wyjechał do Grecji i grał w Olympiakosie Pireus. W 2007 roku krótko był piłkarzem tureckiego Denizlisporu, a karierę kończył w 2008 roku jako zawodnik Rayo Majadahonda.
| Sezon   | Klub                 | Kraj      | Rozgrywki        | Mecze | Bramki |
| ------- | -------------------- | --------- | ---------------- | ----- | ------ |
| 1992/93 | Real Madryt Castilla | Hiszpania | Segunda División | 8     | 1      |
| 1993/94 | Real Madryt          | Hiszpania | Primera División | 1     | 0      |
| 1993/94 | Real Madryt Castilla | Hiszpania | Segunda División | 31    | 10     |
| 1994/95 | Real Madryt          | Hiszpania | Primera División | 1     | 0      |
| 1994/95 | Real Madryt Castilla | Hiszpania | Segunda División | 32    | 9      |
| 1995/96 | Real Saragossa       | Hiszpania | Primera División | 38    | 3      |
| 1996/97 | Real Saragossa       | Hiszpania | Primera División | 33    | 5      |
| 1997/98 | Real Madryt          | Hiszpania | Primera División | 8     | 0      |
| 1998/99 | RCD Mallorca         | Hiszpania | Primera División | 36    | 12     |
| 1999/00 | FC Barcelona         | Hiszpania | Primera División | 27    | 11     |
| 2000/01 | FC Barcelona         | Hiszpania | Primera División | 14    | 1      |
| 2001/02 | FC Barcelona         | Hiszpania | Primera División | 1     | 0      |
| 2002/03 | FC Barcelona         | Hiszpania | Primera División | 8     | 0      |
| 2003/04 | Real Saragossa       | Hiszpania | Primera División | 15    | 2      |
| 2004/05 | Real Saragossa       | Hiszpania | Primera División | 26    | 5      |
| 2005/06 | Olympiakos SFP       | Grecja    | Alpha Ethniki    | 19    | 2      |
| 2006/07 | Olympiakos SFP       | Grecja    | Alpha Ethniki    | 0     | 0      |
| 2006/07 | Denizlispor          | Turcja    | Süper Lig        | ?     | ?      |
| 2007/08 | CF Rayo Majadahonda  | Hiszpania | Tercera División | ?     | ?      |

## Kariera reprezentacyjna
W reprezentacji Hiszpanii Dani zadebiutował 18 listopada 1998 roku w zremisowanym 2:2 towarzyskim spotkaniu z Włochami. W kadrze Hiszpanii zagrał również w eliminacjach do ME 2000. Łącznie wystąpił w niej 5 razy i strzelił 1 gola.
Dani grał również w młodzieżowych reprezentacjach Hiszpanii: U-17, U-18, U-21 i U-23. Z tą ostatnią grał w 1996 roku na Igrzyskach Olimpijskich w Atlancie. Z kolei z kadrą U-16 wywalczył mistrzostwo Europy U-16 w 1991 roku. Natomiast w tym samym roku został wicemistrzem świata na Mistrzostwach Świata U-17.
| Mecze i gole w reprezentacji | Mecze i gole w reprezentacji | Mecze i gole w reprezentacji | Mecze i gole w reprezentacji | Mecze i gole w reprezentacji | Mecze i gole w reprezentacji | Mecze i gole w reprezentacji |
| #                            | Data                         | Stadion                      | Rywal                        | Wynik                        | Gol                          | Rozgrywki                    |
| 1998                         | 1998                         | 1998                         | 1998                         | 1998                         | 1998                         | 1998                         |
| ---------------------------- | ---------------------------- | ---------------------------- | ---------------------------- | ---------------------------- | ---------------------------- | ---------------------------- |
| 1.                           | 18.11.1998                   | Salerno, Włochy              | Włochy                       | 2:2                          | 0                            | towarzyski                   |
| 1999                         |                              |                              |                              |                              |                              |                              |
| 2.                           | 27.03.1999                   | Walencja, Hiszpania          | Austria                      | 9:0                          | 0                            | el. ME 2000                  |
| 3.                           | 31.03.1999                   | San Marino, San Marino       | San Marino                   | 6:0                          | 0                            | el. ME 2000                  |
| 4.                           | 05.05.1999                   | Sewilla, Hiszpania           | Chorwacja                    | 3:1                          | 1                            | towarzyski                   |
| 2000                         |                              |                              |                              |                              |                              |                              |
| 5.                           | 16.08.2000                   | Hanower, Niemcy              | Niemcy                       | 1:4                          | 0                            | towarzyski                   |

## Sukcesy
- Mistrzostwo Hiszpanii (1)

Real Madryt: 1994/1995
- Liga Mistrzów (1)

Real Madryt: 1997/1998
- Superpuchar Hiszpanii (3)

Real Madryt: 1993, 1997 Mallorca: 1998
- Mistrzostwo Europy U-16 (1)

Hiszpania U-16: 1991